# 万俟普
俟普（?—?），字普拨，太平郡（今山西省晋中市）人，北魏、西魏、东魏官员。

## 生平
万俟普的祖先是匈奴的别部，他年轻时勇敢果决，勇猛有力。正光年间，破六韩拔陵谋反，逼迫万俟普出任太尉。后来万俟普率领部下向北魏投降，出任后将军，屡次升任第二领民酋长。高欢起兵反抗尔朱氏时，万俟普远远的向高欢表示归附，高欢非常赞赏。魏孝武帝元修初年，万俟普封清水郡公。永熙二年秋七月辛卯（533年8月10日），使持节、镇北将军、大都督、东秦州刺史万俟普加骠骑大将军、仪同三司。永熙三年（534年）二月，侯莫陈悦害怕宇文泰图谋自己，伪造皇帝诏书给万俟普，诏书中命令万俟普和侯莫陈悦互为朋党援助。万俟普认为诏书可疑，封好诏书送给宇文泰。万俟普又派部将叱干保洛率领两千骑兵支援宇文泰。永熙三年（534年）七月，万俟普跟随魏孝武帝西入关中，出任司空、东秦州刺史，封建忠王，据守覆靺城。高欢平定夏州后，于天平三年（536年）二月命令阿至罗围逼万俟普，高欢也率领军队呼应阿至罗。五月，万俟普与儿子太宰万俟洛、豳州刺史叱干宝乐、右卫将军破六韩常以及都督将领三百多人率领部落投奔东魏，宇文泰率领轻装骑兵追赶，到了黄河以北一千多里，没追上后返回。六月甲午（536年7月28日），万俟普到达东魏。高欢亲自迎接万俟普，封万俟普为河西郡公。天平四年十一月丙子（538年1月1日），万俟普升任太尉，后又任朔州刺史，去世。东魏赠予太师、大司马、录尚书事。皇建元年十一月庚申（560年12月15日），齐孝昭帝高演诏令将万俟普等十二人合祭于齐神武帝高欢的宗庙。

## 其他
当初，高欢因为万俟普位尊年老，对他特别礼遇，曾经亲自扶着万俟普上马，万俟普的儿子万俟洛脱去帽子叩首说：“愿意出死力以报答大恩。”邙山之战时，东魏各路军队都向北渡桥，只有万俟洛约束部下不动，对西魏人说：“万俟受洛干在此，能来的可以来！”西魏人害怕而散去，高欢将万俟洛的营地命名为回洛城。

## 延伸阅读
[在维基数据编辑]
 《北齊書/卷27》，出自李百药《北齊書》
 《北史·卷053》，出自李延壽《北史》